# Csánig
Csánig is een plaats (község) en gemeente in het Hongaarse comitaat Vas. Csánig telt 438 inwoners (2001).